# Evgenius
Evgenius is een kevergeslacht uit de familie van de boktorren (Cerambycidae). De wetenschappelijke naam van het geslacht werd voor het eerst geldig gepubliceerd in 1872 door Olof Immanuel Fåhræus.

## Soorten
Evgenius omvat de volgende soorten:
- Evgenius plumatus Fåhraeus, 1872
- Evgenius puchneri Adlbauer, 2004
- Evgenius viridescens Aurivillius, 1913